# Molophilus sinclairi
Molophilus sinclairi är en tvåvingeart som beskrevs av Günther Theischinger 1996. Molophilus sinclairi ingår i släktet Molophilus och familjen småharkrankar. Inga underarter finns listade i Catalogue of Life.